# Pitchánaš
Pitchánaš nebo Pitchana byl v 17. století př. n. l. král anatolského města Kuššar a předchůdce starochetitských panovníků. Za své vlády dobyl město Kaneš (Neša), centrum asyrských obchodních sítí v Anatolii a chetitsky mluvících území. Na trůně ho následoval jeho syn Anittaš.